# Cos de Marines Portuguès
El Cos de Fusellers constitueix el conjunt de la infanteria naval de l'Armada portuguesa, estant preparat per a realitzar operacions anfibies, reconeixement costaner, abordatges en alta mar, fer-se càrrec de la seguretat de les naus de guerra i defensa d'instal·lacions navals.

## Organització
El cos de Fusellers està format per un comandament administratiu (Comandament del Cos de Fusellers), una unitat d'instrucció (Escola de Fusellers), i una unitat de base (Base de Fuzileiros).
Com a unitats operacionals hi ha:
- Batalló de Fusellers Nº1
- Batalló de Fusellers Nº2
- Unitat de Policia Naval
- Destacament d'Accions Especials
- Companyia de Suport de Foc
- Companyia de Transports Tàctics.

Acuartelada a l'Escola de Fusellers hi ha una unitat de Mitjans de Desembarcament. Com agrupació d'alguns elements de les unitats operacionals, sempre que sigui necessari, Aquartelada na Escola de Fuzileiros temos ainda a Unidade de Meios de Desembarque. Com o agrupamento de vários dos elementos das unidades operacionais, és organitzada una força d'assalt anfibi anomenada Batalló lleuger de Desembarcament.

## Història

Escut d'armes de Portugal

Els Fusellers Navals Portuguesos tenen el seu origen directe en la més antiga unitat militar permanent de Portugal,
el Terç d'Armada de la Corona de Portugal, creat el 1618. Cal notar que ja des de 1585 hi havien tropas especialitzades com a guarnició d'artilleria i fusellers als vaixells de guerra portuguesos. El Terç d'Armada fou aleshores considerat com una unitat d'elit, fent-se fins i tot càrrec de la guarda personal del Rei de Portugal.
Al començament del segle xviii aquesta força va ser estructurada en dos regiments: el 1r i el 2n Regiments de l'Armada. Més endavant va ser incrementat amb un regiment d'Infanteria de marina.
Al final del segle xviii, durant el regnat de Maria I, tots els regiment de la marina van ser fusionats amb la nova Brigada Reial de la Marina, que es dividia en tres unitats: Fusellers, Artillers i Caçadors.
L'any 1808, durant l'ocupació Napoleonica de Portugal, la Brigada Reial va embarcar amb la Família Reial amb cap al Brasil, donant lloc així al Cos de Fusellers Navals del Brasil.
A mitjans del segle xix, té lloc una militarització de tot el personal de l'Armada Portuguesa, amb aquesta militarització es va decidir deixar de mantenir una unitat permanent d'Infanteria de Marina, acabant així amb la Brigada Reial.
Són organitzats varios batallons i Forces de la Marina que participan a diverses campanyes colonials durant els segles XIX i XX, així com a la Primera Guerra Mundial.
El 1924 torna a crear-se una unitat permanent d'Infanteria de marina, la Brigada de la Guardia Naval que es va dissoldre de nou l'any 1934. La Infanteria naval només tornaria a existir amb caràcter permanent a partir de 1961 amb l'inici de la Guerra d'Ultramar. Aleshores són creats els Destacaments de Fusellers Especials, entrenats per a missions d'assalt anfibi i les Companyies de Fusellers Navals per a missions de patrulla i defensa d'embarcacions i les instal·lacions navals. Durant aquesta guerra i abans de 1975 més de 14.000 fusellers van combatre als teatres d'operacions de Guinea Bissau, Angola i Moçambic.
Abans de 1975 no hi havia un comandament unificat dels Fusellers, jà que depenien dels diferents Comandaments Navals i de Defensa Maritima de les zones a on actuaven. El 1975 va ser creat el Comandament del Cos de Fusellers, del qual depenen totes les unitats de fusellers, dotant aquesta força d'una àmplia autonomia operacional.